# Версія полковника Зоріна
«Версія полковника Зоріна» (рос. «Версия полковника Зорина») — радянський повнометражний детективний художній фільм 1978 року, знятий режисером  Андрієм Ладиніним. Третій і останній фільм трилогії про радянську міліцію і полковника міліції Івана Сергійовича Зоріна з  Всеволодом Санаєвим в головній ролі. Більшість зйомок проходило в місті Львів

## Сюжет
У самому центрі міста, серед білого дня, скоєно зухвале пограбування ювелірного магазину.
Через кілька днів в передмісті знаходять труп чоловіка, при якому знайдено кільце з числа викрадених. З'ясовується, що вбитий був раніше судимий і пов'язаний з місцевим кримінальним авторитетом, але й того незабаром знаходять убитим.
Уполковника міліції Івана Сергійовича Зоріна, який веде справу, з'являється версія, що злочинну справу організував хтось із працівників пограбованого магазина.
Організатор банди не тільки не думає ховатися, але і спокійно спілкується зі слідчим. Він упевнений, що тонко прорахував всі ходи, а тому невразливий…

## У ролях
- Всеволод Санаєв —  Іван Сергійович Зорін, полковник міліції
- Борис Іванов —  Геннадій Миколайович Козирець, годинникар, грабіжник, вбивця і організатор злочину
- Іван Воронов —  Федір Пилипович Баранько, він же «Тихий», старий «ведмежатник»
- Вілніс Бекеріс —  Костянтин Буров, він же «Скок», грабіжник  (озвучування —  Рудольф Панков)
- Володимир Тихонов —  Володя Ужинцев, капітан міліції
- Петро Вельямінов —  Петро Степанович Курбатов, генерал-майор міліції, начальник ГУВС
- Шавкат Газієв —  Рустам, підручний Козирця (озвучування — Юрій Каморний)
- Олена Драпеко —  Дар'я Єгорова, «Дуся»
- Алефтина Євдокимова —  Анна, коханка Козирця
- Анатолій Ведьонкін —  Микита, водій Зоріна
- Володимир Приходько —  літній «вантажник»
- Олександр Лук'янов —  вусатий «вантажник»
- Тамаз Толорая —  грузин-ловелас
- Владлен Паулус —  майор ДАІ
- Вадим Грачов —  міліціонер в Харкові
- Володимир Новіков —  Льовушкін, «Губатий», старий друг «Скока»
- Олександр Январьов —  Кучерявий, приятель Дусі
- Анатолій Бистров —  приятель Дусі
- Валентина Воїлкова —  дівчина Рустама
- Володимир Нікітін —  розшуковець в пансіонаті
- Юрій Муравицький
- Михайло Чигарьов —  спільник Рустама
- Володимир Козєлков —  співробітник міліції
- Володимир Привалов —  директор магазину
- Олександр Андрусенко
- Т. Реноме
- Н. Атрощенкова
- Ібрагім Баргі
- В. Блєднова
- Микола Дьомін
- А. Кабанова
- В. Циганков —  прокурор  (в титрах не вказаний)

## Знімальна група
- Автор сценарію:  Володимир Кузнецов
- Режисер:  Андрій Ладинін
- Оператор:  Віктор Шейнін
- Художник:  Олександр Кузнєцов
- Композитор:  Георгій Фіртіч
- Звукорежисер:  Роман Берз